# Gennadi Tatarinov
Gennadi Tatarinov (Russisch: Геннадий Татаринов; Kopejsk, 20 april 1991) is een Russisch wielrenner die in 2013 en 2014 twee seizoenen reed voor RusVelo.

## Overwinningen
2012
1e (ploegentijdrit) en 4e etappe Heydar Aliyev Anniversary Tour
2013
Bergklassement Grote Prijs van Sotsji

## Ploegen
- 2013 –  RusVelo
- 2014 –  RusVelo

Bojev · Firsanov · Klimov · Jersjov · Kotsjetkov · I. Kovaljov · J. Kovaljov · Krasnov · Majkin · Manakov · Mironov · Ovetsjkin · Pomosjnikov · Rybakov · Savitski · Serov · Solomennikov · Tatarinov · Zakarin
Balykin · Bojev · Firsanov · Jersjov · Klimov · Krasnov · Kritski · Lagoetin · Majkin · Ovetsjkin · Pomosjnikov · Pozdnjakov · Serov · Solomennikov · Tatarinov · Zakarin